# Ficus pallida
Ficus pallida är en mullbärsväxtart som beskrevs av Vahl. Ficus pallida ingår i släktet fikonsläktet, och familjen mullbärsväxter. Inga underarter finns listade i Catalogue of Life.